# 黒坂黒太郎
黒坂 黒太郎（くろさか くろたろう、本名：黒坂 正文、1949年（昭和24年）6月22日 - ）は、日本の音楽家。コカリナ（木製のオカリナ）の創始者、演奏者、作曲家、シンガーソングライター。

## 来歴・人物
長野県上田市生まれ。長野県上田高等学校を経て早稲田大学卒業。大学在学中は早稲田大学合唱団に所属。「広場と僕らと青空と」を作詞作曲。高田馬場にあったライブハウス「うたの店十一時館」でシンガーソングライターとして音楽活動を始める。
1974年自主制作盤として水俣病の少女のことを歌った英語の歌「We Can Stand」（キングレコード・ベルウッド・レコード委託制作）をリリース。後に正式にメジャー盤として再リリースされる。アーティスト名として黒坂正文（本名）を名乗る。その後、2枚のアルバムを出したところで、民俗学者宮本常一と出会い、「文化は中央だけにあるものではない。地方を歩け」という言葉に衝撃を受け、メジャー路線から退く。
1981年宮本常一死去の際には追悼コンサートに「周防猿まわしの会」「鬼太鼓座」と共に出演。その後、宮本常一の遺志を受け継ぎ、過疎の村や離島など地方を丹念に歩きコンサートを続ける。
1990年代、ハンガリーのコダーイ・ゾルターンの音楽に惹かれハンガリーを訪れる。1995年、ハンガリーの露天で売られていたコカリナを友人から一本プレゼントされたのをきっかけにハンガリーにコカリナ探しの旅に出る。その後コカリナを日本に紹介、日本の木工家と共に楽器として精度の高いものに完成させた。
1997年、長野オリンピックの会場整備に伴い伐採された木からコカリナを製作し、オリンピック表彰式で児童ともに演奏。その活動は鈴木ゆき江の児童文学『コカリナの海』（1998年）のモデルとなった。また広島で被爆した木からコカリナを誕生させ2001年国際平和シンポジウム（広島市主催）に招待され特別演奏、朝日新聞「天声人語」などにも広く紹介される。「被爆樹コカリナ」の演奏がサントリーホールのラジオCMに起用され、そのCMは全日本CM放送連盟による全日本コマーシャルコンクール（ACC賞）でジャーナリスト賞を受賞。
海外では、ウィーン楽友協会（3度）などで公演をおこなっている。
東日本大震災発生以降、全国100カ所を目標に支援コンサートを展開、また被災した松の木をコカリナにして子ども達にプレゼントするなど被災地支援に積極的に取り組んでいる。陸前高田市の「奇跡の一本松」の枝をコカリナに加工し演奏している。また、新国立競技場建設のために伐採された神宮の森の木をコカリナにし、国立競技場周辺の小学校にプレゼント、多くの子ども達により演奏されている。
2016年1月、東京芸術劇場で行われた「コカリナ20周年コンサート」には上皇后美智子が来場し、会場でコカリナを演奏した。

## ディスコグラフィ
- 『翠嵐（すいらん）』（ベルウッド・レコード）2003/07/09発売　BZCS-3008
- 『ザ・コカリナ』 ～ウィーン楽友協会コカリナリサイタル帰国記念（キングレコード）2010/04/21発売　KICS-1544
- 『希望のコカリナ』 ～よみがえった石巻アカマツの奇跡～（キングレコード）2012/09/05発売　KICS-1816
- 『REBORN（リボーン）』コカリナwithヴァイオリン～高田松原の調べ（キングレコード）2013/07/24発売　KICS-1925

## 著書

### 単著
- 『コカリナ?森の精が宿る笛』講談社、2003/06/20 ISBN 978-4-06-211909-2

### 共著
- 黒坂黒太郎・矢口周美『まま母狂想曲（カプリッチオ）』講談社、2004/06/23　ISBN 978-4-06-212451-5

## 表彰
- 2006年、新潟県中越地震被災地支援活動の功績で国土交通省より表彰。